# Wspólnoty europejskie
Wspólnoty europejskie – organizacje ponadnarodowe tworzące, od czasów traktatów rzymskich z 1957 r. do wejścia w życie w 2009 r. traktatu lizbońskiego, ramy instytucjonalne integrującej się Europy.

## Historia

### Powstanie EWWiS
Idea współpracy europejskiej zrodziła się bezpośrednio po II wojnie światowej we Francji, kiedy w trakcie odbudowy Europy ze zniszczeń zdano sobie sprawę, że aby zapobiec wybuchowi kolejnego konfliktu, należy powiązać ze sobą strategiczne gałęzie europejskich gospodarek i poddać je ponadnarodowej kontroli. W słynnej deklaracji z 9 maja 1950 francuski minister spraw zagranicznych Robert Schuman zaproponował francusko-niemieckie porozumienie oddające kontrolę nad produkcją węgla i stali (podstawowych gałęzi przemysłu tych dwóch krajów i źródło ich gospodarczej potęgi) Wysokiej Władzy (High Authority) i zarysował szkic organizacji, w której mogłyby uczestniczyć także pozostałe państwa europejskie.
Europejską Wspólnotę Węgla i Stali (EWWiS) utworzyło w Paryżu w 1951 r. sześć państw: Francja, Niemcy, Włochy, Holandia, Belgia i Luksemburg.

### Powstanie EWG i Euratom
Po pierwszych pozytywnych doświadczeniach funkcjonowania tej wspólnoty, pomimo obaw, by prób integracji gospodarczej nie spotkał ten sam los co Europejskiej Wspólnoty Obronnej, postanowiono pójść krok dalej i w czerwcu 1955 r. na konferencji w Messynie padły deklaracje kontynuacji procesów integracyjnych. W 1956 r. powstał komitet przygotowawczy pod przewodnictwem ministra spraw zagranicznych Belgii P. H. Spaaka, który 21 kwietnia 1956 przedstawił sześciu ministrom spraw zagranicznych państw członkowskich EWWiS dwa projekty utworzenia wspólnego rynku i wspólnoty energii atomowej zwane Raportem Spaaka. 25 marca 1957 podpisano w stolicy Włoch traktaty rzymskie, powołujące do życia Europejską Wspólnotę Gospodarczą (EWG) oraz Europejską Wspólnotę Energii Atomowej (Euratom).
Stworzenie EWG i Euratomu miało na celu, jak czytamy w preambule traktatu, stworzenie fundamentów coraz bliższej unii narodów europejskich, zapewnienie postępu ekonomicznego i społecznego wspólnym eliminowaniem barier dzielących Europę oraz stałą poprawę warunków życia i pracy. Na mocy traktatu stworzono wspólny rynek, do którego miano dochodzić stopniowo przez 12 lat (art. 8). Zapowiedziano również znoszenie barier w swobodnym ruchu osób, usług i kapitału. Wprowadzono wspólną politykę rolną i transportową.
Powołano organy traktatowe: Komisję Europejską i Radę Ministrów (złożoną z przedstawicieli rządów narodowych). Istniejące już wcześniej Zgromadzenie i Trybunał Sprawiedliwości stały się wspólne dla Europejskiej Wspólnoty Węgla i Stali, EWG i Euratomu.
| Państwo         | Data przystąpienia |
| --------------- | ------------------ |
| Belgia          | 25 marca 1957      |
| Włochy          | 25 marca 1957      |
| Luksemburg      | 25 marca 1957      |
| Francja         | 25 marca 1957      |
| Holandia        | 25 marca 1957      |
| RFN             | 25 marca 1957      |
| Dania           | 1 stycznia 1973    |
| Irlandia        | 1 stycznia 1973    |
| Wielka Brytania | 1 stycznia 1973    |
| Grecja          | 1 stycznia 1981    |
| Portugalia      | 1 stycznia 1986    |
| Hiszpania       | 1 stycznia 1986    |

## Późniejsze zmiany
W 1965 r. na mocy traktatu brukselskiego (zwanego traktatem fuzyjnym) utworzono jedną radę w miejsce trzech odrębnych (EWG, EWWiS i Euratom) i jedną komisję w miejsce Wysokiej Władzy EWWiS i dwóch oddzielnych komisji (EWG i Euratom). W 1992 r. traktat z Maastricht stworzył prawną możliwość integracji politycznej pierwszy raz od czasu nieudanej próby stworzenia Europejskiej Wspólnoty Politycznej w 1954 r. Zmienił EWG w Unię Europejską opartą na trzech filarach, a wspólnoty stały się jednym z nich. W 2007 r. traktat lizboński wprowadził reformy instytucjonalne i zniósł strukturę ustanowioną w traktacie z Maastricht.